# Conde de Dudley

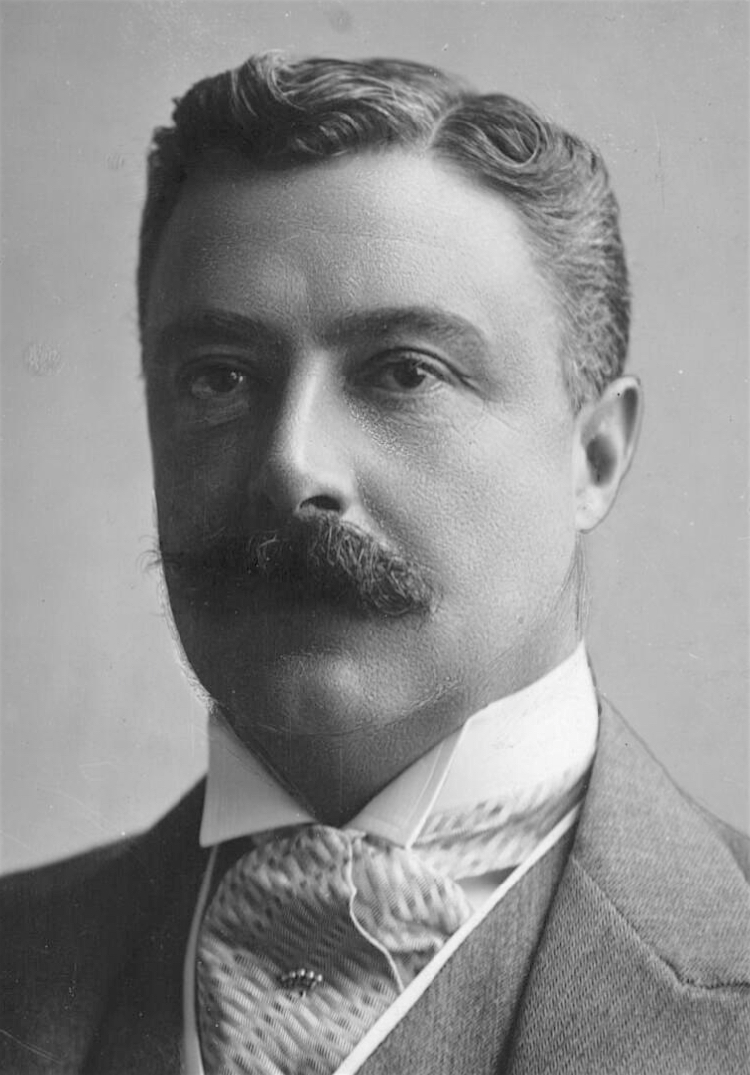
William Ward, 2.º Conde de Dudley.

El Conde de Dudley, del Castillo Dudley en el Condado de Stafford, es un título que ha sido creado dos veces en la nobleza del Reino Unido, ambas para miembros de la familia Ward.
Esta familia desciende de lord Humble Ward, hijo de un rico joyero del rey Carlos I. Case Frances Dudley 6.º Barón de Dudley, hija del Señor Ferdinando Dudley, hijo de Edward Sutton, 5º Barón Dudley (ve el Barón Dudley para historia más temprana de la familia Sutton). Frances estuvo casada en matrimonio por su abuelo el Señor Dudley para poder redimir la fuerte hipoteca de las propiedades y alrededores de Dudley, cuyos recursos minerales eran la fundación de la gran riqueza de la familia. El marido de Frances, Humble Ward, en 1644, estuvo levantado a la nobleza de Inglaterra en su propio correcto cuando Barón Ward, de Birmingham en el Condado de Warwick. En contraste a la baronía de Dudley, el cual había sido creado por Writ, esta nobleza estuvo creado por patente de letra y con resto a macho de herederos. La Señora Dudley y Señor Ward ambos tuvieron éxito por su hijo Edward, el séptimo y segundo Barón respectivamente. Sea styled Señor Dudley y Ward. Esté éxito obtenido por su nieto, el octavo y tercer Barón. Sea el hijo de William Ward. Además de Señor Dudley y la muerte temprana de Ward los títulos pasaron a su hijo póstumo, el noveno y cuarto Barón. Soltero muere a una edad temprana y el éxito es mantenido por su tío, el décimo y quinto Barón.
A su muerte en 1740, los dos baronías se separaron. La baronía de Dudley, que podía pasar a través de las líneas femeninas, fue heredada por el sobrino del difunto Barón, Ferdinando Dudley Lea. Fue sucedido en la baronía de Ward, que sólo podía pasar a través de las líneas masculinas, por su segundo primo John Ward, que se convirtió en el sexto Baron Ward. Él era el nieto de William Ward (d. 1714), segundo hijo del primer barón. Lord Ward había representado a Newcastle bajo Lyme en la Cámara de los Comunes. En 1763 fue nombrado Vizconde Dudley y Ward en el condado de Worcester, de los Títulos Nobiliarios del Reino Unido. Le sucedió su hijo de su primer matrimonio, el segundo vizconde. Él se sentó como miembro del parlamento para Marlborough y para Worcestershire. No tenía hijos y en su muerte los títulos pasaron a su medio hermano, el tercer vizconde. También fue miembro del Parlamento de Worcestershire. Le sucedió su hijo, el cuarto vizconde. Fue político y se desempeñó como Secretario de Relaciones Exteriores de 1827 a 1828. En 1827 fue honrado cuando fue nombrado Vizconde Ednam, Ednam en el Condado de Roxburgh, y Conde de Dudley, del Castillo Dudley en el Condado de Stafford. Ambos estaban entre los Títulos Nobiliarios del Reino Unido.
Lord Dudley no tuvo hijos y en su muerte en 1833, los dos vicecondados y condados se extinguieron. Fue sucedido en la baronía de Ward por su segundo primo el Reverendo William Humble Ward, el 10o Barón. Era el nieto del reverendo William Ward, hermano menor del primer vizconde Dudley y Ward. Le sucedió su hijo mayor, el undécimo barón.
En 1860, la vizcondado de Ednam y el condado de Dudley revivieron cuando el undécimo barón fue nombrado Vizconde de Ednam en el condado de Roxburgh, y Conde de Dudley, del castillo de Dudley en el condado de Stafford. Ambos están entre los Títulos Nobiliarios del Reino Unido. Tras su muerte los títulos pasaron a su hijo mayor, el segundo Conde de Dudley. Fue un político conservador y sirvió como Señor Teniente de Irlanda de 1902 a 1905 durante el plan de la Asociación de la Reforma Irlandesa para la devolución en Irlanda y el Gobernador General de Australia de 1908 a 1911. Fue sucedido por su hijo mayor, el tercer Conde de Dudley, quien representó a Hornsey y Wednesbury en la Cámara de los Comunes como un Conservador. El tercer conde murió en París el 26 de diciembre de 1969. El cuarto conde, casado en primeras nupcias con la Vizcondesa de Ednam Stella Ana Inés Rosa Carolina Cárcano Morra, hija del exembajador argentino en Londres Miguel Ángel Cárcano, fue padre con ella del quinto conde, quien lo sucedió en 2013 y sostiene los títulos desde 2017.
Varios otros miembros de la familia Ward también han ganado distinción. William Dudley Ward, nieto de Humble Dudley Ward, segundo hijo del décimo Baron Ward, fue un político liberal. Se casó con la socialista Freda May Birkin. Su hija Penélope Dudley-Ward era una actriz bien conocida. Sir John Hubert Ward (1870-1938), segundo hijo del primer Conde, fue un mayor en el ejército y cortesano. Su hijo Juan Ward (1909-1990) fue un coronel en los Guardavidas de la Armada Británica. Robert Ward, tercer hijo del primer conde, fue un miembro conservador del parlamento para Crewe. Edward Frederick Ward (1907-1987), tercer hijo del segundo conde, fue un capitán del grupo en la Fuerza Aérea Real. George Ward, cuarto y más joven hijo del segundo Conde, fue un político conservador y fue nombrado Vizconde Ward de Witley en 1960. La activista ambiental Tracy Louise Ward y su hermana la actriz Rachel Ward, esposa del actor Bryan Brown, son hijas del Peter Alistair Ward, tercer hijo del tercer conde.

## Barones Ward (1644) de Birmingham
- Humble Ward, 1.º Barón Ward (1614–1670)
- Edward Ward, 7.º Barón Dudley, 2.º Barón Ward (1631–1701)
- Edward Ward, 8.º Barón Dudley, 3.º Barón Ward (1683–1704)
- Edward Ward, 9.º Barón Dudley, 4.º Barón Ward (1704–1731)
- William Ward, 10.º Barón Dudley, 5.º Barón Ward (1680–1740)
- John Ward, 6.º Barón Ward (1700–1774) (nombrado Vizconde de Dudley y Ward en 1763)

## Vizcondes de Dudley Y Ward (1763)
- John Ward, 1.º Viscount Dudley y Ward (1700–1774)
- John Ward, 2.º Viscount Dudley y Ward (1725–1788)
- William Ward, 3.º Viscount Dudley y Ward (1750–1823)
- John William Ward, 4.º Viscount Dudley y Ward (1781–1833) (Conde de Dudley en 1827)

## Condes de Dudley, Primera Creación (1827)
- John William Ward, 1.º Conde de Dudleyy (1781–1833)

## Barones Ward (1644; Reverted)
- William Humble Ward, 10.º Barón Ward (1781–1835)
- William Ward, 11.º Barón Ward (1817–1885) (Conde de Dudley polno
- en 1860)

## Condes de Dudley, Segunda Creación (1860)
- William Ward, 1.º Conde de Dudley (1817–1885)
- William Ward Humble, 2.º Conde de Dudley (1867–1932)
- William Eric Humble Ward, 3.º Conde de Dudley (1894–1969)
- William Davis Humble Ward, 4.º Conde de Dudley (1920–2013)
- William David Humble Jeremy Ward, 5.º Conde de Dudley (b. 1947)

El heredero presunto es el titular presente medio-hermano Hon. Leander Grenville Dudley Ward (b. 1971).